# Zeynep Sever
Zeynep Kübra Sever Demirel (* 9. července 1989, Istanbul) je belgická modelka tureckého původu. V roce 2009 byla zvolena Miss Belgie. Zúčastnila se také soutěže Miss Universe, kde se dostala mezi patnáct nejlepších. Měří 176 cm, má černé vlasy a oči.
21. září 2010 se provdala za brankáře turecké fotbalové reprezentace Volkana Demirela.
V dorosteneckém věku hrála volejbal za Fenerbahce. Bydlí v Molenbeeku, studuje cestovní ruch a chce se stát herečkou. Hovoří turecky, francouzsky, vlámsky a anglicky. Jejím oblíbeným spisovatelem je Paulo Coelho.